# Tiumpan Head

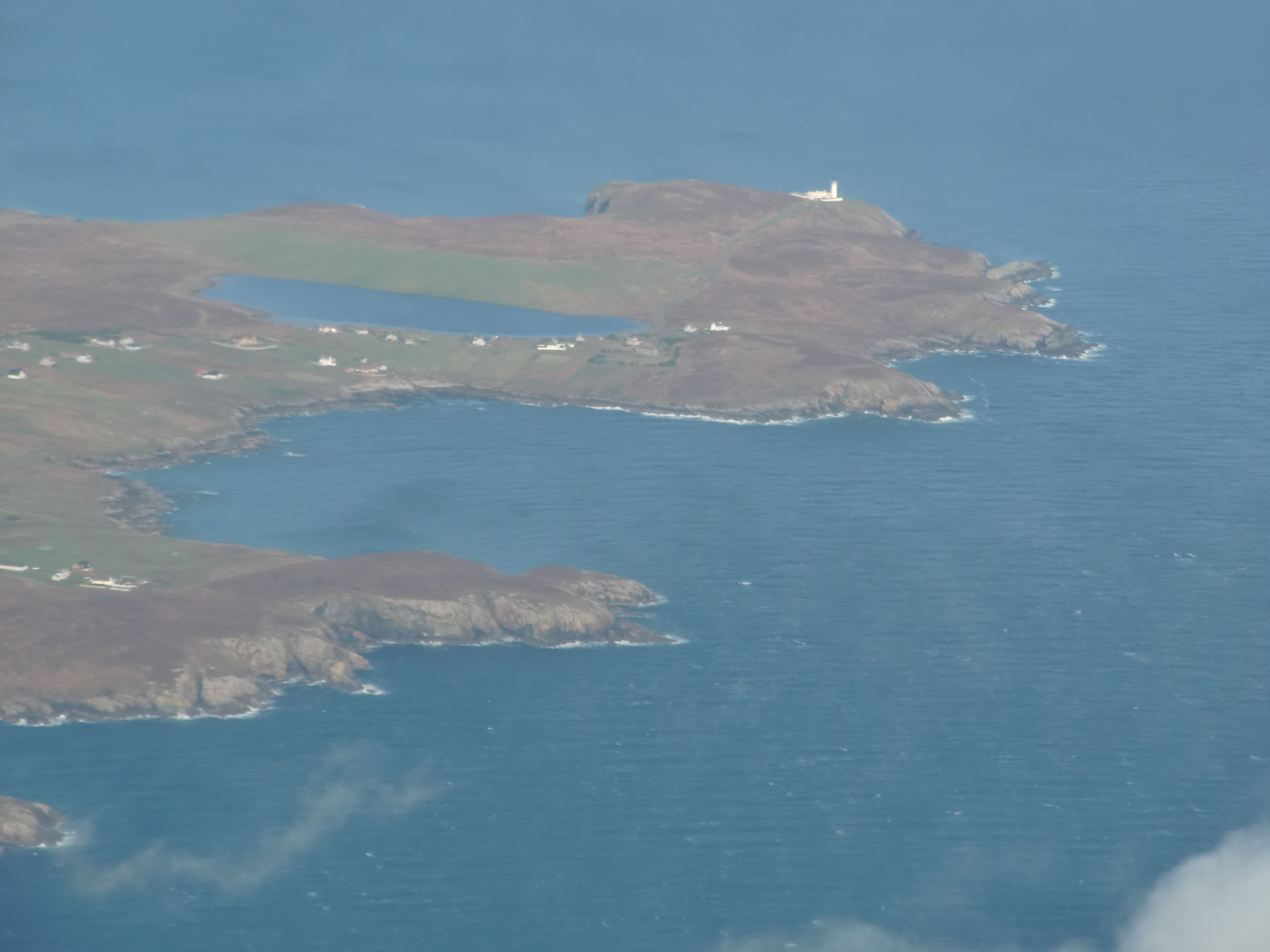
Luftbild mit dem Tiumpan Head Lighthouse

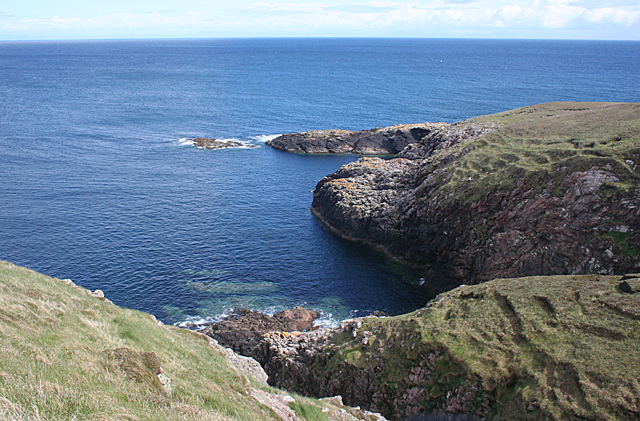
Tiumpan Head

Tiumpan Head, schottisch-gälisch: Rubha an t-Siumpain oder wörtlich Ceann an t-Siumpan, ist ein Kap in Schottland. Es bildet den östlichen Abschluss der Halbinsel Point der nördlichsten Hebrideninsel Lewis and Harris, die zu den Äußeren Hebriden gehört. Heute zur Council Area Äußere Hebriden gehörend, lag es historisch in der traditionellen Grafschaft Ross-shire.
Der Namensbestandteil „Tiumpan“ geht möglicherweise auf die Wikingerbesatzung der Hebriden zurück. Er könnte sich von Sjon („Sicht“, „Blick“) ableiten und einen Aussichtspunkt bezeichnen, der sich als Wacht eignet. Eine weitere Ableitung von Gälisch Tom („runde Knolle“, „runder Hügel“) beziehungsweise Tiompan („einseitige Knolle“) kommt in Betracht, erscheint jedoch unwahrscheinlicher.

## Beschreibung
Die Halbinsel Point, auch Eye genannt, tritt auf Höhe von Stornoway, dem Hauptort der Insel, beziehungsweise von Lewis, dem Nordteil der Doppelinsel, prominent aus der Landmasse in nordöstlicher Richtung heraus. Ihre Nordküste bildet dabei den Abschluss der Broad Bay. Das in die Meerenge The Minch der Schottischen See ragende Kap Tiumpan Head bildet den nordöstlichen Abschluss von Point und markiert damit den östlichen Punkt von Lewis and Harris sowie den östlichsten Punkt der bewohnten Hauptinseln der Äußeren Hebriden. Tiumpan Head erhebt sich meist felsig und schroff aus dem Meer bis zu einer Höhe von 63 Metern.

## Geschichte
Auf der Kuppe des Kaps befinden sich zwei Umfriedungen, die als geschützte Wachtstellungen des Zweiten Weltkriegs angesehen werden.
Historic Environment Scotland listet mehrere Schiffsverluste um das Kap. Darunter mehrere Schiffe, die während eines Novembersturms 1885 an die Küste getrieben wurden., der Kohlefrachter Cowslip im Februar desselben Jahres, die Logger Palm und Sirdar während eines Februarsturms 1903, der Trawler Convallaria 1924 und der Frachter Wyre Law 1952.

### Tiumpan Head Lighthouse
Der Bau des Tiumpan Head Lighthouse wurde zunächst abgelehnt, jedoch 1900 nach einem Entwurf von David Alan Stevenson und Charles Alexander Stevenson umgesetzt. Der 1985 automatisierte Leuchtturm bildet eine Landmarke. Von Portvoller ausgehend führt eine Straße zum Leuchtturm, die somit auch das Kap erschließt.

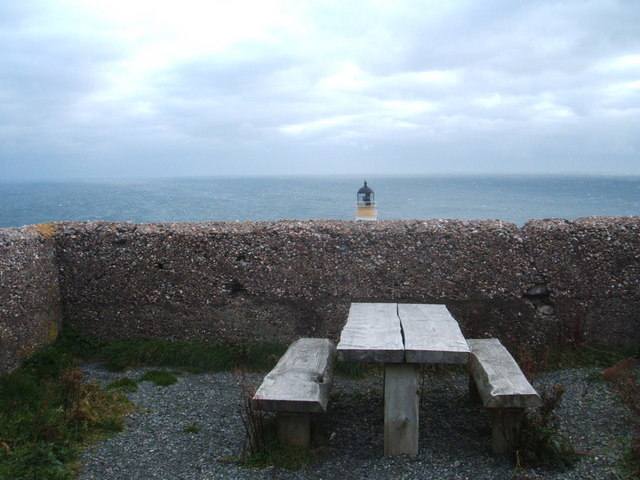
Moderne Einfriedungen
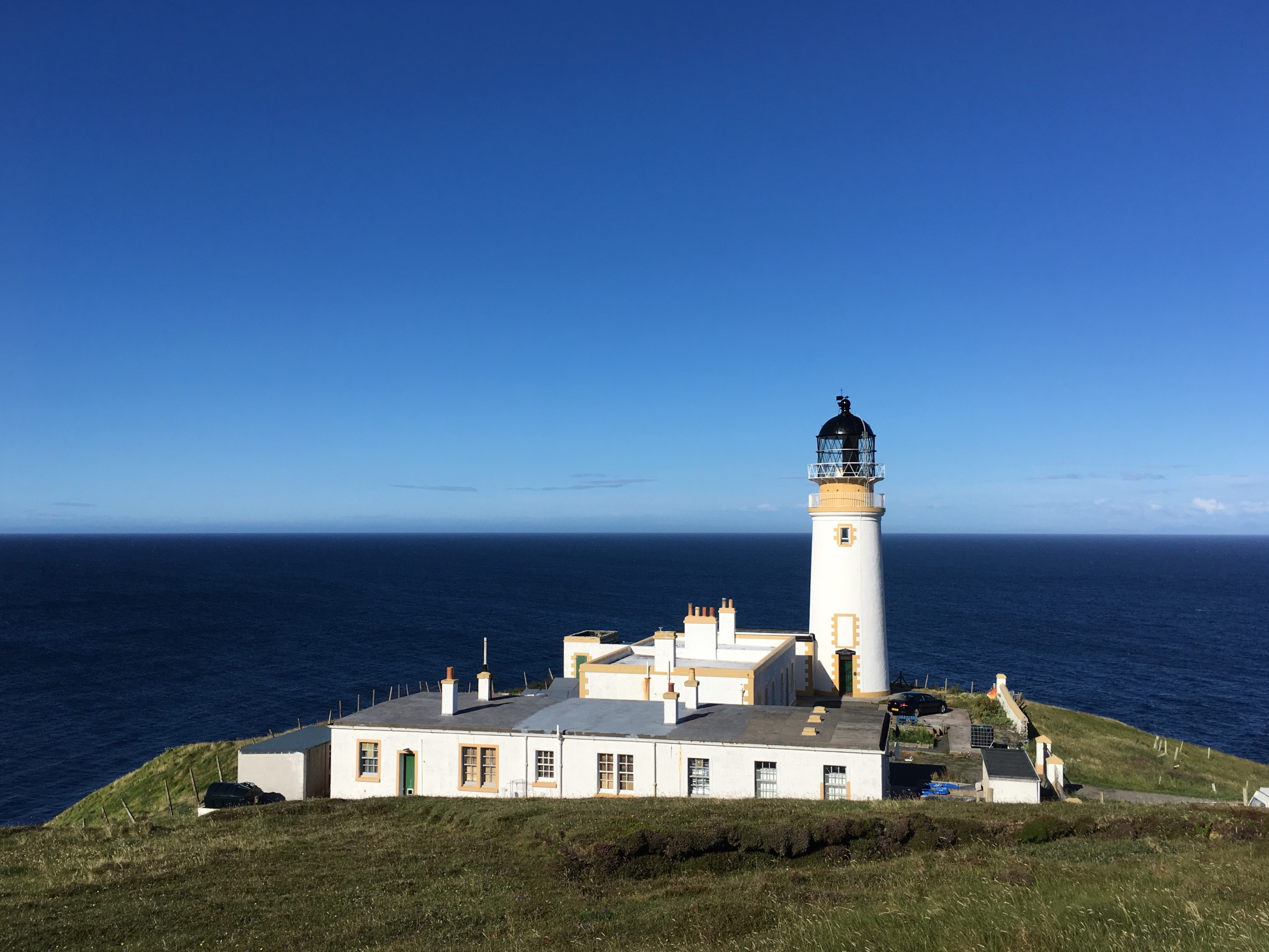
Tiumpan Head Lighthouse